# ژیلا الماسی
ژیلا الماسی (زادهٔ ۲۴ تیر ۱۳۳۳) شمشیرباز ایرانی است. او در رقابت‌های فردی و تیمی فلوره در بازی‌های المپیک تابستانی ۱۹۷۶ شرکت داشت. وی دختر هوشمند الماسی است.
در بازی‌های آسیایی ۱۹۷۴ تهران، مهوش شفاعی، گیتی محبان، ژیلا الماسی، مریم شریعت‌زاده و مریم آچاک تیم تیم شمشیربازی زنان ایران را تشکیل می‌دادند. این تیم توانست اولین مدال طلای ورزش زنان ایران در مسابقه‌ای معتبر و بین‌المللی را کسب کنند.

نفرات برتر شمشیربازی مسابقات فلوره انفرادی بانوان در ۱۸مین دوره مسابقات قهرمانی ایران در سال ۱۳۵۴. به ترتیب از سمت راست: ژیلا الماسی، گیتی محبان، مریم شریعت‌زاده، مریم آچاک، نسرین بدر.

شمشیربازی زنان در المپیک مونترال فقط در اسلحه فلوره برگزار شد. مهوش شفایی ۲۰ ساله، گیتی محبان ۲۶ ساله، ژیلا الماسی ۲۲ ساله و مریم آچاک ۲۹ ساله بانوان شمشیرباز اعزامی به المپیک مونترال بودند که بدون کسب عنوان به ایران بازگشتند. ژیلا الماسی ۲۲ ساله در برابر انریکوئز از پرتوریکو و ماکوفسکا از لهستان برنده شد و چهار پیروزی را هم در رقابت‌های تیمی رقم زد.
پدر وی هوشمند الماسی نیز شمشیر باز بوده است.
از افتخارات او می‌توان به حضور در بازی‌های تابستانی المپیک ۱۹۶۴ در رشته‌های اپه، فلوره و سابر اشاره کرد.

## المپیک مونترال (شمشیربازی دختران)
ژیلا الماسی ۲۲ ساله در برابر انریکوئز از پرتوریکو و ماکوفسکا از لهستان برنده شد و چهار پیروزی را نیز در رقابت‌های تیمی رقم زد.